# Ante Vučemilović-Šimunović (1974.)
Ante Vučemilović-Šimunović (Osijek, 13. lipnja 1974.), hrvatski nogometni sudac.
Od 2005. sudi u hrvatskim nogometnim natjecanjima u organizaciji HNS-a, a od 2007. nalazi se na FIFA-inom popisu, pa može suditi i neke međunarodne utakmice.